# 智月
智月，（梵名：Jñānacandra），公元六世纪印度佛教高僧，那烂陀寺住持护法的弟子，大乘佛教唯识宗十大论师之一，他以优雅的风度、超凡的见识、过人的智慧和敏捷的作风（“风鉴明敏”）著称。著有《唯识三十论颂疏》。玄奘大师撰述的《成唯识论》中即载有他的观点。